# Michael Strahan
Pour les articles homonymes, voir Strahan.
Pro Football Hall of Fame 2014
(en) Statistiques sur pro-football-reference
 Michael Strahan, né le 21 novembre 1971 à Houston dans l'État du Texas, est un sportif professionnel américain de football américain ayant joué au poste de defensive end dans la National Football League (NFL) pour la franchise des Giants de New York.
Il y est resté toute sa carrière (1993-2007) et y a remporté le Super Bowl XLII joué le 3 février 2008.
Auparavant, il a joué au niveau universitaire pour les Tigers de l'université du Sud du Texas (Texas Southern), membre de la Southwestern Athletic Conference en NCAA Division I FCS.
Après sa retraite professionnelle, Strahan devient une personnalité médiatique. Il est actuellement analyste de football américain sur la chaîne télévisée FOX NFL Sunday.
Le 1er février 2014, il est intronisé au Pro Football Hall of Fame.

## Sa jeunesse
Strahan est né à Houston dans l'État du Texas. Il est le plus jeune des six enfants de Louise (Traylor) Strahan, une entraîneuse de basket-ball, et de Gene Willie Strahan, un major retraité de l'armée également boxeur (il a boxé contre le futur poids lourd). Il est également le neveu de l'ancien joueur professionnel de football américain Arthur Strahan.  Gene avait été major dans l'U.S. Army et lorsque Michael est âgé de 9 ans, sa famille déménage  à Mannheim en Allemagne de l'Ouest.
Même s'il ne commence à jouer au football américain pour le Lycée Westbury à Houston (en) qu'à partir de son année Senior, il apprend la pratique de ce sport au Lycée américain de Mannheim (appartenant au département de la défense américaine et situé à Käfertal ville située près de Mannheim) y évoluant au poste de linebacker pour les Redkins de Mannheim en 1985.
Avant le début de son année Senior, son père l'envoie vivre à Houston avec son oncle Art (un ancien homme de ligne défensif de la NFL) afin qu'il puisse entrer au Lycée Westbury. Il y joue une seule saison au football américain mais celle-ci se révèle suffisante pour qu'il puisse décrocher une bourse auprès de l'Université de Texas Southern. Il retourne ensuite en Allemagne pour terminer son dernier semestre et obtenir son diplôme.

## Carrière universitaire
Strahan suit les traces de son oncle Art puisque celui-ci avait également joué defensive end pour les Tigers de Texas Southern. Au cours de son année Junior, Strahan essaie de faire son possible pour devenir un candidat à la Draft NFL.
Comme Senior, Strahan est sélectionné dans la première équipe All-America par The Poor Man's Guide to the NFL Draft, The Sheridan Network, Edd Hayes Black College Sports Report et l'Associated Press. Il réalise 68 tacles, 19 sacks (record de son université) et 32 tacles pour perte de 142 yards. Il est également désigné meilleur joueur défensif FCS de l'année par The Poor Man's Guide' et Edd Hayes Black College Sports Report.
En 1992, il est sélectionné dans la première équipe de la Southwestern Athletic Conference et désigné meilleur joueur de la SWAC pour la seconde année consécutive. Il reçoit également le titre de meilleur joueur noir universitaire de l'année. Comme Junior en 1991, il est le meilleur joueur au nombre de sack (14.5). Ses 41,5 sacks réalisés avec les Tigers de Texas Southern sont le record de l'université,.

## Carrière professionnelle

### NFL Scouting Combine
| Taille | Poids    | Bras | Main     | Sprint   | Sprint   | Sprint   | Shuttle 20 yards | 3 cones drill | Détente   | Détente     | Développé couché | Test Wonderlic |
| Taille | Poids    | Bras | Main     | 40 yards | 10 yards | 20 yards | Shuttle 20 yards | 3 cones drill | verticale | horizontale | Développé couché | Test Wonderlic |
| 1,95 m | 114,3 kg | cm   | 25,73 cm | 4,94 s   | -        | 2,83 s   | 4,74 s           | s             | 90.17 cm  | 304,8 cm    | 25               | -              |

### Les débuts
Strahan est sélectionné en 40e choix global lors du 2e tour de la Draft 1993 de la NFL par les Giants de New York.
Pendant la saison 1993, il ne dispute que 6 matchs à cause de blessures et manque deux matchs de playoff. Après quelques saisons sans éclat particulier, il réalise une saison 1997 tout à fait remarquable avec notamment 14 sacks réussis. Il est sélectionné pour son 1er Pro Bowl et est également sélectionné dans la première équipe All-Pro par l'Associated Press. En 1998, Strahan continue sur sa lancée avec 15 sacks et une seconde sélection au Pro Bowl.

### Milieu de carrière
Strahan était membre de l'équipe des Giants de New York en 2000 et a participé à la qualification de la franchise jusqu'au Super Bowl XXXV. Malgré une grosse performance ors de la finale de NFC où les Giants écrasent 41 à 0 les Vikings du Minnesota jusque-là invaincus, les Ravens de Baltimore se montrent trop fort lors du Super Bowl et battent les Giants 34 à 7.
En 2002, Michael Strahan et les Giants vont négocier un nouveau contrat. Strahan prétend que les négociations ont échoué après que l'équipe ait refusé sa première proposition de contrat, accusant le front office de ne pas tenter d'être compétitif pour la saison à venir. Quatre jours plus tard, le running back Tiki Barber déclare que Strahan est égoïste et cupide. Les deux joueurs ont une conversation téléphonique très tendue ce soir-là, Strahan déclarant par la suite qu'ils ne se parleraient plus. Au printemps, il semblerait que la franchise ait même essayé d'échanger Strahan. Celui-ci suggère alors que sa direction a refusé sa première proposition de contrat pour tenter de le faire passer pour un mauvais. L'équipe nie cette allégation.
Peu de defensive ends en NFL ont été plus dominants que Strahan de 1997 à 2005. Il reçoit le titre de meilleur DE de NFL en 2001 et deux fois le titre de meilleur DE de la NFC pour les saisons 2001 et 2003. Pendant la saison 2004, Strahan se déchire un muscle pectoral ce qui ne lui permet que de jouer peu. Il est limité à 4 sacks. Il rebondit en 2005 et est de nouveau sélectionné au Pro Bowl avec son coéquipier Osi Umenyiora. Ces deux joueurs combinent 26 sacks sur la saison.
Strahan fut considéré par beaucoup d'entraîneurs, de joueurs et d'experts comme le standard et le meilleur à son poste pendant la première partie de sa carrière (1997-2005). Il a également été considéré comme l'un des meilleurs défenseurs contre la course, sinon le meilleur et un des plus complets à ce poste.

### Fin de carrière
Le 23 octobre 2006, après avoir effectué un sack sur Drew Bledsoe lors du Monday Night Football contre les Cowboys de Dallas, Strahan égale le record de la franchise des Giants détenu par Lawrence Taylor du plus grand nombre de sacks réalisés en carrière (132½ - ce total ne comptabilise pas les  9½ sacks réalisés par Taylor lors de sa saison rookie de 1981, les statistiques NFL au niveau des sacks ne devenant officielles que l'année suivante). C'est le dernier sack réalisé par Strahan lors de cette saison puisque, deux semaines plus tard, il se blesse (lésion tarsométatarsienne ou lésion du médio-pied) lors du match contre les Texans de Houstonce qui va l’empêcher de terminer la saison et de jouer en playoffs.
Tout portait à croire que Strahan prendrait sa retraite après la saison 2006 (sa 14e saison) puisqu'il ne participe pas aux camps d'entraînement et manque toute la pré-saison mais le vétéran va finalement opter pour une 15e saison. Celle-ci est la meilleure saison des Giants depuis 1990. Le 30 septembre 2007, Strahn effectue un sack sur QB Donovan McNabb des Eagles de Philadelphie lors du Sunday Night Football portant son total de sack en carrière à 133½ sacks, nouveau record de la franchise. Le 3 février 2008, à l'University of Phoenix Stadium de Glendale, réussi encore 2 tacles et 1 sack lors du Super Bowl XLII dans ce qui est considéré comme l'une des plus grandes surprises de l'histoire de la NFL. Forts d'une solide défense et d'un pass rush excellent, les Giants remportent le match 17 à 14 contre les Patriots de la Nouvelle-Angleterre équipe jusque-là invaincue (18 victoires). Strahan remporte donc le Super Bowl et quitte la NFL.
Son dicton était « Stomp you out ! »
Le 9 juin 2008, Strahan prend sa retraite. Il déclare à Jay Glazer de Foxsports.com « It's time, I'm done. » (Il est temps. J'en ai fini).
Strahan se retire avec une victoire au Super Bowl de 2007 (son dernier match), 141½ sacks en carrière (le 5e meilleur total de la NFL), 854 tacles, 4 interceptions, 24 fumbles forcés et 3 TDs en 200 matchs sur 15 saisons. Il est sélectionné à 7 reprises pour le Pro Bowl.
Le 2 février 2013, Srahan n'est pas intronisé au Pro Football Hall of Fame lors de sa première année d'éligibilité.
C'est lors du Super Bowl XLVIII joué à East Rutherford dans le New Jersey que Strahan est intronisé en 2014 au Pro Football Hall of Fame. IL effectue le tirage au sort officiel accompagné par les autres intronisés de la classe 2014. Il commente également sur la Fox, en remplacement de Terry Bradshaw (endeuillé par le décès de son père), lors de la présentation du trophée du Super Bowl. Le 3 novembre 2014, en présence de 100 anciens joueurs des Giants dont ses anciens équipiers, il présente sa bague du HOF lors de la mi-temps du match New York Giants-Indianapolis Colts.
Il a remporté le Super Bowl XLII contre les Patriots de la Nouvelle-Angleterre.

### Record NFL en 2001
En fin de saison 2001, Strahan établi un record NFL au nombre de sacks sur une saison. Avec 22,5 sacks, il bat le record de 22 sacks réalisé en 1983 par Mark Gastineau, joueur des Jets de New York.
Lors du dernier match de la saison, le 6 janvier 2002, Strahan est non couvert et se dirige vers Brett Favre, quarterback des Packers de Green Bay. Celui-ci glisse et se fait couvrir par Strahan pour un sack facile. Après le jeu, pendant la célébration qui s'ensuit, beaucoup de joueurs des Giants vont aller tapoter amicalement le casque de Favre. Un observateur a accusé Favre de s'être laissé tomber délibérément pour s'assurer que Strahan puisse obtenir le record.

Néanmoins, le tacle droit des Packers Mark Tauscher a déclaré que son équipe avait mal joué le jeu et que l'équipe voulait vraiment éviter le sack. Mike Freeman, journaliste au New York Times, a écrit à ce sujet : 
« "Yes, Mr. Favre, Strahan deserves the record, but please, handing it to him the way you did, as if you were throwing change into a Salvation Army bucket, is the kind of mistake Favre may never live down." ("Oui, monsieur Favre, Strahan mérite son record, mais s'il vous plaît, lui donner comme vous l'avez fait, comme si vous faisiez la charité, est le genre d'erreur que l'on ne parvient pas à faire oublier.") »
.

#### Statistiques en NFL
Légende
|   | = Pro Bowler                             |
| + | = sélectionné dans l'équipe-type All-Pro |
|   | = gagnant du Super Bowl                  |

| Saisons                               | Équipe                                | Âge                                   | Pos.                                  | N°                                    | M.J. | M.J. | Int | Yrd. | TDs | +Lg. | PD | FF | FR | Yrd. | TDs | Sk.   | Tot. | Solo | Ast. |   |
| 1993                                  | NYG                                   | 22                                    | DE                                    | 92                                    | 9    | 0    | -   | -    | -   | -    | -  | -  | -  | -    | -   | 1     | 3    | 3    | 0    | - |
| 1994                                  | NYG                                   | 22                                    | DE                                    | 92                                    | 15   | 15   | -   | -    | -   | -    | -  | 1  | 0  | 0    | 0   | 4,5   | 27   | 14   | 13   | - |
| 1995                                  | NYG                                   | 24                                    | DE                                    | 92                                    | 15   | 15   | 2   | 56   | 0   | 56   | 0  | 3  | 0  | 0    | 0   | 7,5   | 48   | 38   | 10   | 1 |
| 1996                                  | NYG                                   | 25                                    | DE                                    | 92                                    | 16   | 16   | -   | -    | -   | -    | -  | 1  | 0  | 0    | 0   | 5     | 54   | 45   | 9    | - |
| 1997+                                 | NYG                                   | 26                                    | DE                                    | 92                                    | 16   | 16   | -   | -    | -   | -    | -  | 2  | 1  | 0    | 0   | 14    | 49   | 30   | 19   | - |
| 1998+                                 | NYG                                   | 27                                    | DE                                    | 92                                    | 16   | 15   | 1   | 24   | 1   | 24   | 0  | 2  | 0  | 0    | 0   | 14    | 53   | 39   | 14   | - |
| 1999                                  | NYG                                   | 28                                    | DE                                    | 92                                    | 16   | 16   | 1   | 44   | 1   | 44   | 0  | 0  | 2  | 0    | 0   | 5,5   | 43   | 28   | 15   | - |
| 2000                                  | NYG                                   | 29                                    | DE                                    | 92                                    | 16   | 16   | -   | -    | -   | -    | -  | 0  | 4  | 0    | 0   | 9,5   | 50   | 35   | 15   | - |
| 2001+                                 | NYG                                   | 30                                    | DE                                    | 92                                    | 16   | 16   | 0   | 0    | 0   | 0    | 2  | 6  | 1  | 13   | 1   | 22,5  | 60   | 47   | 13   | - |
| 2002                                  | NYG                                   | 31                                    | DE                                    | 92                                    | 16   | 16   | 0   | 0    | 0   | 0    | 2  | 3  | 1  | 0    | 0   | 11    | 55   | 40   | 15   | - |
| 2003+                                 | NYG                                   | 32                                    | DE                                    | 92                                    | 16   | 16   | 0   | 0    | 0   | 0    | 5  | 3  | 1  | 0    | 0   | 18,5  | 61   | 46   | 15   | - |
| 2004                                  | NYG                                   | 33                                    | DE                                    | 92                                    | 8    | 8    | -   | -    | -   | -    | -  | 1  | 3  | 0    | 0   | 4     | 24   | 14   | 10   | - |
| 2005                                  | NYG                                   | 34                                    | DE                                    | 92                                    | 16   | 16   | 0   | 0    | 0   | 0    | 2  | 1  | 1  | 0    | 0   | 11,5  | 59   | 37   | 22   | - |
| 2006                                  | NYG                                   | 35                                    | DE                                    | 92                                    | 9    | 9    | 0   | 0    | 0   | 0    | 3  | -  | -  | -    | -   | 3     | 28   | 18   |      | - |
| 2007                                  | NYG                                   | 36                                    | DE                                    | 92                                    | 16   | 15   | 0   | 0    | 0   | 0    | 2  | 1  | 1  | 4    | 0   | 9     | 45   | 33   | 12   | - |
| Totaux en carrière NFL / NYG (15 ans) | Totaux en carrière NFL / NYG (15 ans) | Totaux en carrière NFL / NYG (15 ans) | Totaux en carrière NFL / NYG (15 ans) | Totaux en carrière NFL / NYG (15 ans) | 216  | 205  | 4   | 124  | 2   | 56   | 16 | 24 | 15 | 17   | 1   | 141,5 | 659  | 467  | 192  | 1 |

| Saisons                | Équipe                 | Âge                    | Pos.                   | N°                     | M.J. | M.J. | Int | Yrd. | TDs | +Lg. | PD | FF | FR | Yrd. | TDs | Sk. | Tot. | Solo | Ast. |   |
| 1997                   | NYG                    | 26                     | DE                     | 92                     | 1    | 1    | 0   | 0    | 0   | 0    | 0  | 0  | 1  | 0    | 0   | 1   | 7    | 4    | 3    | 0 |
| 2000                   | NYG                    | 29                     | DE                     | 92                     | 3    | 3    | 0   | 0    | 0   | 0    | 0  | 1  | 0  | 0    | 0   | 4,5 | 11   | 9    | 2    | 0 |
| 2002                   | NYG                    | 31                     | DE                     | 92                     | 1    | 1    | 0   | 0    | 0   | 0    | 0  | 0  | 0  | 0    | 0   | 0   | 2    | 2    | 0    | 0 |
| 2005                   | NYG                    | 34                     | DE                     | 92                     | 1    | 1    | 0   | 0    | 0   | 0    | 0  | 0  | 0  | 0    | 0   | 2   | 6    | 4    | 2    | 0 |
| 2007                   | NYG                    | 36                     | DE                     | 92                     | 4    | 4    | 0   | 0    | 0   | 0    | 0  | 2  | 0  | 0    | 0   | 2   | 21   | 18   | 3    | 0 |
| Totaux en carrière NFL | Totaux en carrière NFL | Totaux en carrière NFL | Totaux en carrière NFL | Totaux en carrière NFL | 10   | 10   | 0   | 0    | 0   | 0    | 0  | 3  | 1  | 0    | 0   | 9,5 | 47   | 37   | 10   | 0 |

## Palmarès et trophées
- NCAA :

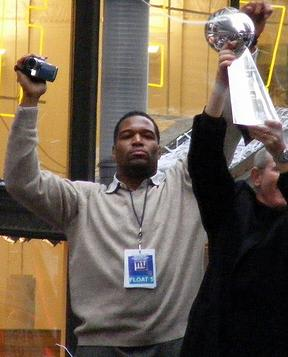
Lors du défilé consécutif à la victoire au Super Bowl en 2008.

  - 1992 : Sélectionné dans l'équipe-type All American par l'Associated Press ;
  - 1992 : Sélectionné dans l'équipe-type All American par Edd Hayes' Black College Sports ;
- NFL :
  - 2001 : Record de sack (22.5) en une saison de NFL ;
  - 2001 : Meilleur défenseur de l'année en 2001 par Associated Press ;
  - 2001, 2003 : Meilleur défenseur de l'année en NFC ;
  - Sélectionné dans l'équipe type NFL des années 2000-2010 ;
  - 2014 : Intronisé au Pro Football Hall of Fame (2014) ;
  - 1997, 1998, 1999, 2001, 2002, 2003, 2005 : sélectionné pour le Pro Bowl.

## Strahan dans la culture populaire
Michael a coprésenté le talk show américain Live! with Kelly avec Kelly Ripa le 1er octobre 2010 pour la première fois. Après avoir coprésenté l'émission vingt fois en deux ans, Kelly Ripa le choisit comme partenaire officiel. Depuis le 4 septembre 2012, Michael et Kelly présentent ensemble le talk show, Live! with Kelly and Michael.
En décembre 2021, Strahan participe à un vol spatial à bord du New Shepard.

## Vie privée
Son oncle, Art Strahan, a joué au poste de defensive lineman pour les Oilers de Houston (1965) et les Falcons d'Atlanta (1968).
Lors d'un épisode de l'émission télévisée Finding Your Roots (en), il est révélé que Strahan a une ascendance anglo-saxonne qui remonte directement à Charlemagne, lequel est son arrière-grand-père de 39e génération,,.
De 1990 à 1996, Michael Strahan a été marié à Wanda Hutchins, avec qui il a deux enfants : Tanita (née le 10 novembre 1991) et Michael Junior (né le 12 septembre 1994). En 1999, il se remarie à Jean Muggli, sa compagne depuis trois ans. Le couple a des jumelles, Isabella et Sophia (nées le 28 octobre 2004), puis ils divorcent en 2006. Jean Muggli accuse alors Michael Strahan de l'avoir frappé et trompé à plusieurs reprises. Cependant, en janvier 2007, il est innocenté et son ex-épouse est condamnée à lui verser une pension alimentaire s'élevant à 18 000 dollars jusqu'aux 18 ans des jumelles.
De 2007 à 2014, Michael Strahan partage la vie de Nicole Mitchell, l'ex-épouse d'Eddie Murphy,. Depuis 2015, il est en couple avec Kayla Quick. 
En octobre 2023, sa fille Isabella Strahan annonce sur YouTube être atteinte d'une tumeur cérébrale à seulement 19 ans,.